# Žirjatino
Žirjatino (in russo Жирятино?) è un villaggio della Russia europea occidentale, situato nella oblast' di Brjansk;  è il centro amministrativo del distretto Žirjatinskij.
Si trova sulla riva destra del fiume Sudost', 52 km a ovest di Brjansk.